# Jezioro Pajerskie
Jezioro Pajerskie – jezioro w woj. pomorskim, w pow. bytowskim, w gminie Miastko, leżące w zachodniej części Pojezierza Bytowskiego.
Jest to przepływowe jezioro lobeliowe. Zachodnia linia brzegowa jeziora charakteryzuje się gęstym stopniem zalesienia.

## Dane morfometryczne
Powierzchnia zwierciadła wody według różnych źródeł wynosi od 20,0 ha przez 20,46 ha do 21,0 ha.
Zwierciadło wody położone jest na wysokości 182,6 m n.p.m. lub 182,7 m n.p.m. Średnia głębokość jeziora wynosi 3,1 m, natomiast głębokość maksymalna 7,3 m.

## Hydronimia
Według urzędowego spisu opracowanego przez Komisję Nazw Miejscowości i Obiektów Fizjograficznych (KNMiOF) nazwa tego jeziora to Jezioro Pajerskie. W różnych publikacjach jezioro to występuje pod nazwą Pajerskie Duże.